# Johan Plat
Johannes Cornelis Jozef Plat (* 26. Februar 1987 in Purmerend, Nordholland) ist ein niederländischer Fußballspieler, der als linksfüßiger Offensivspieler insbesondere als Stürmer und im offensiven Mittelfeld eingesetzt wird. Nachdem er seine Karriere zuvor ausschließlich in der zweiten niederländischen Spielklasse, der Eerste Divisie, verbracht hatte, wechselte er 2012 nach Deutschland.

## Karriere

### Jugend in Nordholland
Im nordholländischen Purmerend geboren, begann Plat seine sportliche Laufbahn in der F-Jugend der „Rooms Katholieke Amateur Voetbalvereniging“ (RKAV, deutsch: römisch-katholische Amateur-Fußballvereinigung) aus seinem Wohnort Edam-Volendam. Als D-Jugendlicher wechselte Plat in die Jugendakademie Ajax Amsterdams, in der er insbesondere als Zehner eingesetzt wurde. Infolge einer Rückenverletzung verließ er Amsterdam allerdings wieder und schloss sich der Jugend AZ Alkmaars an.

### Anfänge in Volendam und Zwolle
Weil er in Alkmaar keine Aussicht auf einen Platz der in der Eredivisie antretenden Profimannschaft sah, wechselte Plat zum Ende seiner Jugendzeit erneut den Verein, so dass der FC Volendam seine erste Station im Herrenbereich wurde. Zu Beginn der Saison 2007/08 der zweitklassigen Eerste Divisie gehörte Plat daraufhin zur Stammmannschaft Volendams während der ersten drei Ligaspiele, wobei er im ersten dieser Spiele auch sein erstes Tor erzielen konnte. Nachfolgend zog Trainer Stanley Menzo jedoch andere Spieler auf Plats Position vor, so dass dieser im weiteren Verlauf der Hinrunde zu lediglich acht Einwechslungen und in der anschließenden Rückrunde sogar nur noch zu drei Einwechslungen kam. Zwar wurde Volendam schließlich aufgrund des besseren Torverhältnisses gegenüber dem punktgleichen Zweitplatzierten, dem RKC Waalwijk, Zweitliga-Meister und stieg somit direkt in die Eredivisie auf, doch entschied sich Plat in der Folge, Volendam wieder zu verlassen.
Gemeinsam mit seinem zwei Jahre jüngeren Bruder Robert, der in Volendam zu seinen Mitspielern gezählt hatte, schloss sich Plat zur Spielzeit 2008/09 dem FC Zwolle an. Somit blieb Plat zwar in der zweiten Spielklasse, verließ Nordholland mit dem Umzug ins overijssel'sche Zwolle aber erstmals dauerhaft. In den ersten Spielen der Hinrunde kam Plat aufgrund einer parasitären Infektion jedoch nicht für die von Jan Everse trainierte Mannschaft zum Einsatz, so dass er erst Anfang Oktober sein Debüt für Zwolle bestreiten konnte. Wenig später fiel Plat dann aufgrund einer Oberschenkelverletzung erneut aus, so dass er schließlich erst mit dem Beginn der Rückrunde im Dezember 2008 wieder mitwirken, sich dabei aber keinen Stammplatz erarbeiten konnte. Auch unter dem ab März 2009 als Trainer eingesetzten Marco Roelofsen kam Plat zumeist nur als Einwechselspieler zum Einsatz, erreichte mit Zwolle aber als Vierter der Abschlusstabelle die Relegationsspiele um den Aufstieg in die Eredivisie. Dort scheiterte die Mannschaft allerdings am SC Cambuur-Leeuwarden. Eine Option zur Verlängerung von Plats auslaufendem Vertrag hatte der FC Zwolle unterdessen bereits verstreichen lassen.

### Zwischenstationen in Dordrecht und Oss
Nachdem sowohl Johan als auch sein Bruder Robert sich zwischenzeitlich beim RKAV Volendam fit gehalten hatten, fand Johan Plat Anfang Juni 2009 im ebenfalls in der zweiten Liga spielenden FC Dordrecht einen neuen Verein, mit dem er sich zunächst auf einen einjährigen Amateur-Vertrag einigte. Im südholländischen Dordrecht gelang es Plat jedoch abermals nicht, sich einen Stammplatz zu erarbeiten, so dass er von Trainer Gert Kruys bis zur Winterpause lediglich zweifach für die Startaufstellung nominiert wurde und in neun weiteren Partien nur per Einwechslung mitwirkte.
Im Januar 2010 wechselte Plat deshalb innerhalb der Eerste Divisie zum FC Oss, bei dem er einen bis zum Ende der Saison 2009/10 befristeten Vertrag unterzeichnete und zum Klassenerhalt des abstiegsbedrohten Teams aus Noord-Brabant beitragen sollte. Daraufhin gelang es Plat trotz leichter Anfangsschwierigkeiten sich erstmals als Stammspieler bei einem Zweitligisten zu etablieren, so dass er zu insgesamt 13 Einsätzen unter Trainer Hans de Koning kam, in denen er zudem fünf Tore erzielte. Den schließlichen Abstieg Oss' in die Topklasse konnte er dadurch aber nicht mehr abwenden, woraufhin er den Verein nach einem halben Jahr Zugehörigkeit wieder verließ.

### Durchbruch bei Telstar
Mitte Juli 2010 absolvierte Plat zunächst ein Probetraining beim AGOVV Apeldoorn, der nun seinerseits von Hans de Koning trainiert wurde. Zu einer Verpflichtung Plats durch Apeldoorn kam es in der Folge jedoch nicht. Ab Ende Juli nahm Plat dann am Trainingsbetrieb von Telstar teil, wo er Anfang August schließlich einen Amateur-Vertrag unterzeichnete und somit nach Nordholland zurückkehrte.
Unter Trainer Jan Poortvliet gelang es Plat bei Telstar zu Beginn der Zweitliga-Spielzeit 2010/11 aber nicht, einen Stammplatz zu erhalten, so dass er zunächst auch als Einwechselspieler fungierte. Ab Oktober 2010 änderte sich dies jedoch, wodurch Plat bis zum Saisonende zu insgesamt 27 Einsätzen kam und mit zehn Saisontoren zum erfolgreichsten Torschützen seiner Mannschaft wurde. In der Folgesaison 2011/12 gehörte Plat mit 32 von 34 möglichen Einsätzen erneut zu den Leistungsträgern bei Telstar, der zudem mit 15 Saisontoren erneut bester Torschütze seines Teams wurde. Telstar konnte sich in beiden Spielzeiten aber nur als vierzehnter beziehungsweise fünfzehnter der Abschlusstabelle platzieren.

### Plat in Deutschland
Im Sommer 2012 wechselt Plat zum deutschen F.C. Hansa Rostock, der in der Saison 2012/13 als Absteiger aus der 2. Bundesliga an der 3. Liga teilnahm und mit Plat einen Zwei-Jahres-Vertrag abschloss. Zuvor hatte Plat ein Probetraining unter Trainer Wolfgang Wolf absolviert, der ihn in sechs der ersten acht Saisonspiele jeweils in die Startelf berief, wobei Plat in diesem Zeitraum insgesamt vier Tore erzielte. Als Trainer Wolf aufgrund enttäuschender Ergebnisse durch Marc Fascher ersetzt wurde, verlor Plat jedoch seinen Platz in der Startelf an Ondřej Smetana und kam nachfolgend lediglich fünffach per Einwechslung zum Einsatz, so dass er um Spielpraxis zu erhalten auch für die Zweitvertretung in der Oberliga Nordost spielte. Zum Ende der Hinrunde sowie während der gesamten Rückrunde konnte sich Plat dann aber wieder im Rostocker Team etablieren, statt um den angestrebten Wiederaufstieg spielte dieses aber nunmehr gegen einen weiteren Abstieg in die Viertklassigkeit. Schließlich erreichte das Team aber mit dem zwölften Platz der Abschlusstabelle den sicheren Klassenerhalt, woran Plat mit zehn erzielten Toren in 33 Einsätzen Anteil hatte und dadurch bester Torschütze seiner Mannschaft geworden war.